# بقیه کجا جرئت داشتند
بقیه کجا جرئت داشتند (به هندی: Auron Mein Kahan Dum Tha) یا کجا دیگران شجاعت داشتند (به انگلیسی: Where Did Others Have The Courage) فیلمی محصول سال ۲۰۲۴ و به کارگردانی نیراج پاندی است. در این فیلم بازیگرانی همچون اجی دیوگن، تابو، جیمی شرگیل و سایاجی شینده ایفای نقش کرده‌اند.